# Marie Pearson
Marie Pearson ist eine ehemalige neuseeländische Squashspielerin.

## Karriere
Marie Pearson war Ende der 1980er- und Anfang der 1990er-Jahre als Squashspielerin aktiv. Mit der neuseeländischen Nationalmannschaft nahm sie 1990 und 1992 an der Weltmeisterschaft teil. 1992 erreichte sie mit der Mannschaft das Finale gegen Australien, das mit 1:2 verloren wurde. Pearson kam in dieser Partie jedoch nicht zum Einsatz und bestritt im gesamten Turnierverlauf nur eine Begegnung.
Zwischen 1985 und 1992 stand Pearson viermal im Hauptfeld der Einzel-Weltmeisterschaft und erzielte mit dem Einzug in die dritte Runde im Jahr 1987 ihr bestes Resultat. Dort scheiterte sie an Lisa Opie in drei Sätzen. Bei den neuseeländischen Meisterschaften gelang ihr von 1989 bis 1991 dreimal in Folge der Halbfinaleinzug. In der nationalen Rangliste erreichte sie 1991 mit Platz drei ihre höchste Notierung.

## Erfolge
- Vizeweltmeisterin mit der Mannschaft: 1992